# Quanta Computers

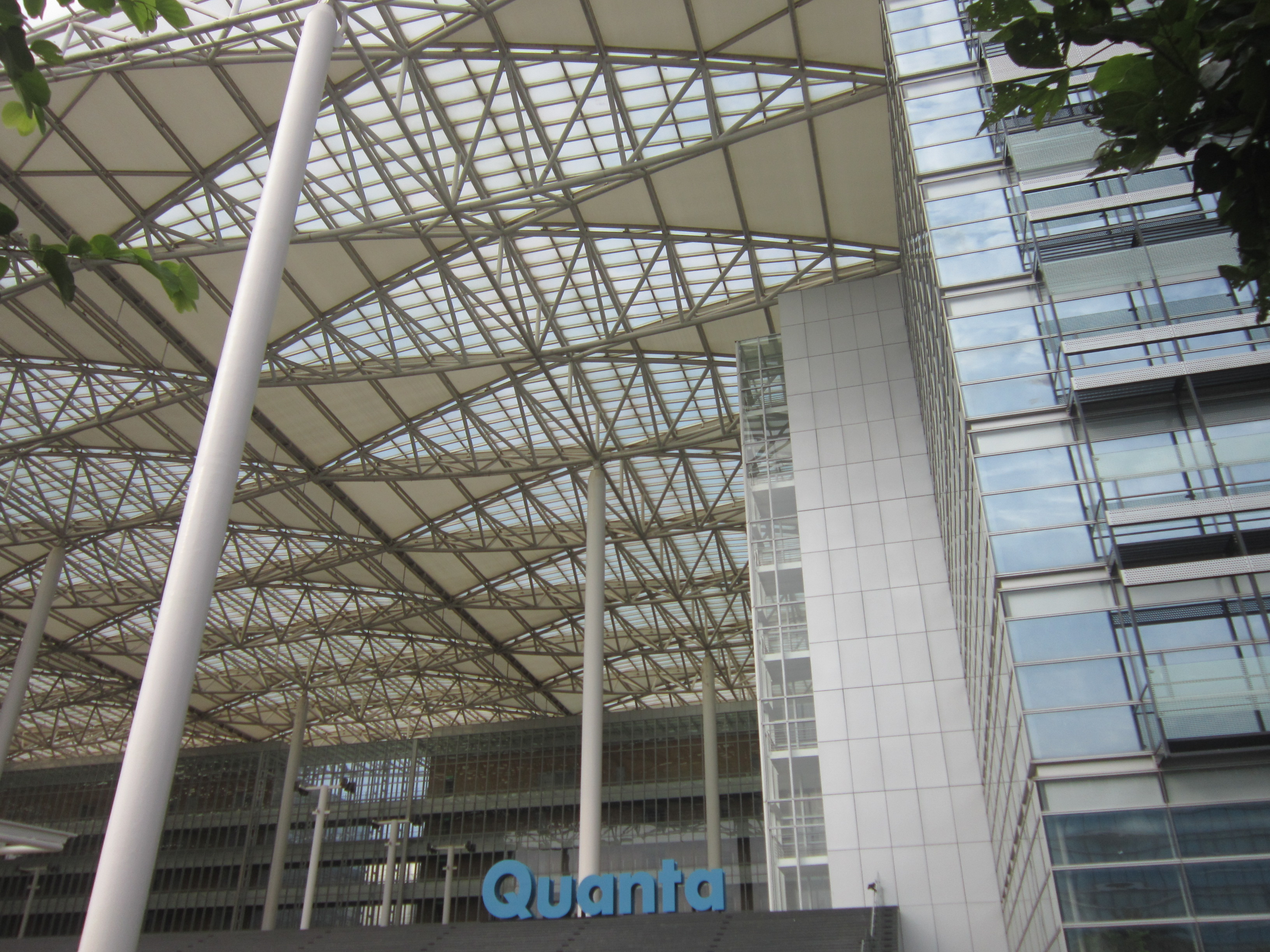
Quanta Computer Inc

Quanta Computer Inc. được thành lập năm 1988 ở Đài Loan. Với doanh số trên 10 tỷ USD mỗi năm, Quanta là một trong những nhà sản xuất máy tính cầm tay lớn nhất thế giới; hãng cũng sản xuất điện thoại di động, máy truyền hình màn hình tinh thể lỏng (LCD TVs), các máy chủ và các đĩa chứa dữ kiện. Quanta vừa mới khai trương một Trung tâm R&D với kinh phí 200 triệu USD mang tên Quanta R& Complex (QRDC) tại Đài Loan. Nhá máy sản xuất, đã khánh thành vào Quý 3 năm 2005, rộng 2,2 triệu dặm vuông, và có khả năng tiếp nhận đến 7.000 kỹ sư.